# 로거 프리츠
로거 프리츠(독일어: Roger Fritz, 1936년 9월 22일~2021년 11월 26일)는 독일의 배우, 영화 감독, 사진가이다.

## 작품 목록
- 쿼렐리 (1982년)
- 릴리 마를렌 (1981년)
- 베를린 알렉산더 광장 (1980년)
- 살인 멜로디 (1979년)
- 양지로의 여행 (1978년)
- 철십자 훈장 (1977년)